# هارونا سي
هارونا أبو دمبا سي (بالفرنسية: Harouna Abou Demba Sy) هو لاعب كرة قدم دولي موريتاني (من مواليد 31 ديسمبر 1991)، يحمل إلى جانب جنسيته الموريتانية جنسيةَ فرنسا. ينشط حالياً كظهير أيمن في صفوف نادي غرونوبل المنافس ضمن مصاف أندية دوري الدرجة الثانية الفرنسي.